# Самовита товтра
То́втра «Самови́та» — ботанічна пам'ятка природи загальнодержавного значення в Україні. Розташована в межах Кам'янець-Подільського району Хмельницької області, між селами Залуччя, Черче і Біла. Входить до складу національного природного парку «Подільські Товтри». 
Площа 5 га. Статус присвоєно 1975 року. Перебуває у віданні Чемеровецької селищної громади. 
Охороняється відокремлена товтра (частина Товтрової гряди), що простягається із заходу на схід вузьким хребтом завдовжки бл. 80 м. Вкрита степовою та лучно-степовою рослинністю. Вапнякові схили переважно пологі, лише подекуди урвисті. У місцевій флорі налічується бл. 150 видів рослин. Тут зростають: осока низька, змієголовник австрійський, юринея вапнякова, цибуля подільська, горицвіт весняний, волошка Маршалла, костриця тощо. Є ковила волосиста і сон великий, внесені до Червоної книги України.